# Hochland-Riesenbaumratte
Die Hochland-Riesenbaumratte (Mallomys istapantap) ist ein auf Neuguinea endemisches Nagetier in der Familie der Langschwanzmäuse.
Der wissenschaftliche Name ist aus den altgriechischen Worten mallos (Wolle) und mys (Maus) zusammengesetzt. Der Artzusatz istapantap kommt von einer melanesischen Pidgin-Sprache. Er lautet „er stoppt auf dem Gipfel“, hier in der Bedeutung, er lebt an einem hohen Platz.

## Merkmale
Wie andere Vertreter der Gattung Riesenbaumratten ist die Art mit einer Kopf-Rumpf-Länge von 400 bis 430 mm, einer Schwanzlänge von 280 bis 365 mm und mit einem Gewicht von durchschnittlich 1,9 kg ein sehr großes Nagetier. Die Länge der Hinterfüße beträgt 63 bis 80 mm und die Ohren sind etwa 30 mm lang. Die Haare des langen und teilweise wolligen Fells der Oberseite haben braune, graue, schwarze und weiße Abschnitte, was ein braunes bis schwarzgraues Aussehen erzeugt. Der etwas dunklere Aalstrich ist meist schwer erkennbar. Die Hochland-Riesenbaumratte hat weißes Fell auf der Unterseite und dunkle Füße. Der Kopf ist durch abgerundete fleischfarbene Ohren und lange Vibrissen gekennzeichnet. Am Schwanz sind die vordere Hälfte oder mindestens das erste Viertel dunkel und das Ende weiß. Von den paarig angeordneten Zitzen der Weibchen liegen zwei auf der Brust und vier im Leistenbereich. Die Art hat im Gegensatz zur Berg-Riesenbaumratte (Mallomys gunung) meist orange Schneidezähne.

## Verbreitung und Lebensweise
Dieses Nagetier bewohnt die zentralen Gebirge Neuguineas zwischen 2450 und 3850 Meter Höhe. Es hält sich in Bergwäldern auf und besucht angrenzende Wiesen und Flächen mit Kräutern.
Die Exemplare sind vermutlich nachtaktiv. Sie ruhen in Erdhöhlen und in anderen Verstecken, wie Steinhaufen. Die Nahrung besteht vermutlich aus Gräsern und Farnen.

## Gefährdung
Die Hochland-Riesenbaumratten werden wegen ihres Fleisches gejagt und einige Exemplare fallen streunenden Hunden zum Opfer. Große Bereiche des Verbreitungsgebiets liegen in selten von Menschen besuchten Gebieten. Die IUCN listet die Art deshalb als nicht gefährdet (least concern).